# Tísňová linka (film)
Tísňová linka (v anglickém originále The Call) je americký psychologický thrillerový, kriminální a hororový film z roku 2013. Režie se ujal Brad Anderson a scénáře Richard D'Ovidio. Ve filmu hrají Abigail Breslin, Halle Berryová, Morris Chestnut, Michael Eklund, Michael Imperioli a David Otunga. Celosvětová premiéra se odehrávla na festivalu Women's International Film Festival dne 26. února 2013. Do kin byl uveden ve Spojených státech dne 15. března 2013 a v České republice dne 9. května 2013. 

## Obsazení
- Halle Berryová jako Jordan Turner
- Abigail Breslin jako Casey Welson
- Morris Chestnut jako strážník Paul Phillips
- Michael Eklund jako Michael Foster
- Michael Imperioli jako Alan Denado
- David Otunga jako strážník Jake Devan
- Justina Machado jako Rachel
- José Zúñiga jako Marco
- Roma Maffia jako Maddy
- Evie Thompson jako Leah Templeton
- Denise Dowse jako Flora
- Ella Rae Peck jako Autumn
- Jenna Lamia jako Brooke
- Ross Gallo jako Josh
- Shawnee Badger jako Melinda Foster

## Přijetí

### Tržby
Film vydělal 51,8 milionů dolarů v Severní Americe a 16,7 milionů dolarů v ostatních oblastech, celkově tak vydělal 68,5 milionů dolarů po celém světě. Rozpočet filmu činil 13 milionů dolarů. Za první víkend docílil druhé nejvyšší návštěvnosti, kdy vydělal 17,1 milionů dolarů.

### Recenze
Na recenzní stránce Rotten Tomatoes získal ze 124 započtených recenzí 44 procent s průměrným ratingem 5,9 bodů z deseti. Na serveru Metacritic snímek získal z 23 recenzí 51 bodů ze sta. Na Česko-Slovenské filmové databázi snímek získal 73 procent.

### Ocenění a nominace
Berry získala za roli nominace na BET Awards v kategorii nejlepší ženský herecký výkon a na cenu Teen Choice Awards v kategorii nejlepší ženský herecký výkon v dramatickém filmu. Film získal nominaci na Cenu Saturn v kategorii nejlepší thriller a Berry získala nominaci v kategorii nejlepší ženský herecký výkon. Halle Berryová také získala nominaci na Zlatou malinu v kategorii nejhorší herečka. Film získal nominaci na cenu People's Choice Awards v kategorii nejlepší thriller. Michael Eklund získal cenu Leo Awards v kategorii nejlepší mužský herecký výkon ve vedlejší roli.